# Ferenc Csongrádi
Ferenc Csongrádi (Apácatorna, 29 marzo 1956) è un allenatore di calcio ed ex calciatore ungherese, di ruolo centrocampista.

## Palmarès

### Giocatore

#### Competizioni internazionali
- Coppa Piano Karl Rappan: 2

Videoton: 1983, 1984